# Amiens Métropole Natation
L'Amiens Métropole Natation, abrégé en AMN, est un club de natation français basé à Amiens en Picardie.

## Histoire
Le club est fondé en 1991 sous le nom d'Amiens Natation. Il est créé sur les fondements de l'Amiens SC, le club de football professionnel de la ville d'Amiens, qui accueillait à l'origine une section natation. En novembre 2004, le club est rebaptisé Amiens Métropole Natation à la suite de la création de la Communauté d'agglomération d'Amiens Métropole.
Depuis 2011, le club dispose d'un Pôle France Jeunes qui répond au cahier des charges de la Fédération Française de Natation.

## Palmarès
- Classement National des clubs : 13e en 2008/2009, 5e en 2009/2010, 5e en 2010/2011, 7e en 2011/2012, 6e en 2012/2013[2] et 2e en 2023/2024.

## Personnalités

### Présidents
| Période          | Nom des présidents                   |
| ---------------- | ------------------------------------ |
| 1968-1978        | Jean Burnay                          |
| 1978-1988        | Xavier Henry                         |
| 1988-1998        | Henri Wachter                        |
| 1999-2000        | Gilles Lecoustey                     |
| 2000-2003        | Jacques Lejeune                      |
| 2003-2010        | Gérald Broutin                       |
| 2010-2011        | Chantal Voiry                        |
| 2011-2013        | José Marienne                        |
| 2013-2018        | François Détail                      |
| 2018-2021        | Alexandre Cabral et Mélanie De Rycke |
| 2021-aujourd'hui | Romuald Allais                       |

### Principaux nageurs
| Actuellement licenciés - Jérémy Stravius (FRA) - Mélanie Henique (FRA) - Théo Fuchs (FRA) - Justine Bruno (FRA), licenciée au Beauvaisis Aquatic Club mais s’entraîne avec l'Amiens MN. - Eddie Moueddene (FRA) - Pierre Legout (FRA) - Clara Brisfer (FRA) - Pauline Galateau (FRA) - Thomas Avetand (FRA), licencié au Beauvaisis Aquatic Club mais s’entraîne avec l'Amiens MN. - Simon Guerin (FRA) - Mewen Tomac (FRA) | Anciens licenciés - Ophélie-Cyrielle Étienne (FRA) - Benjamin Stasiulis (FRA) - Céline Cartiaux (FRA) - Frédéric Delcourt (FRA) - Roger-Philippe Menu (FRA) - Maxime Grousset (FRA) |